# Oxypetalum pachygynum
Oxypetalum pachygynum är en oleanderväxtart som beskrevs av Joseph Decaisne. Oxypetalum pachygynum ingår i släktet Oxypetalum och familjen oleanderväxter. Inga underarter finns listade i Catalogue of Life.